# Reinsberg, Sachsen
Reinsberg är en kommun och ort i Landkreis Mittelsachsen i förbundslandet Sachsen i Tyskland. Kommunen har cirka 2 800 invånare.